# Lissocampus caudalis
Lissocampus caudalis är en fiskart som beskrevs av Waite och Hale 1921. Lissocampus caudalis ingår i släktet Lissocampus och familjen kantnålsfiskar. Inga underarter finns listade i Catalogue of Life.